# 腫れ

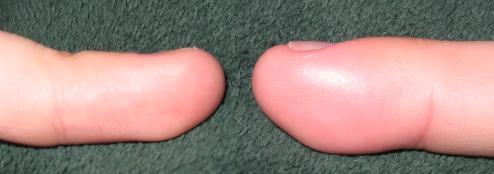
通常の指（左）と腫れた指（右）

腫れ（はれ、英:Swelling）とは、身体の一部が膨らみ隆起することであり、腫れ物を形成する。原因には先天性、外傷性、炎症性、新生物などがある。「腫脹」（しゅちょう）ともいう。